# Lijst van Belgische vestingsteden en versterkte steden
In België bestonden sinds de Oudheid veel versterkte steden en militair belangrijke vestingsteden. Soms zijn hier nog restanten van, zoals stadspoorten, bolwerken en stadsgrachten. Bij veel steden zijn in de 19e eeuw echter vestingwerken gesloopt om plaats te maken voor plantsoenen of wegen.
De betreffende steden worden hieronder per provincie en het Brussels Hoofdstedelijk Gewest opgesomd.

## Antwerpen
- Antwerpen
- Herentals
- Lier
- Mechelen
- Zandvliet

## Brussels Hoofdstedelijk Gewest
- Brussel

## Henegouwen
- Aat
- Beaumont
- Bergen
- Binche
- Charleroi
- Châtelet
- Chièvres
- Chimay
- Doornik
- Edingen
- 's-Gravenbrakel
- Komen
- Lessen
- Leuze-en-Hainaut
- Lompret
- Quiévrain
- Thuin
- Waasten
- Zinnik

## Limburg
- Beringen
- Bilzen
- Borgloon
- Bree
- Halen
- Hamont
- Hasselt
- Herk-de-Stad
- Maaseik
- Peer
- Oud-Rekem
- Sint-Truiden
- Stokkem
- Tongeren

## Luik
- Amay
- Dalhem
- Hannuit
- Hoei
- Limburg
- Luik
- Malmedy
- Verviers
- Wezet

## Luxemburg
- Aarlen
- Bastenaken
- Bouillon
- Izel
- Marche-en-Famenne
- Virton

## Namen
- Ciney
- Couvin
- Fosses-la-Ville
- Gembloers
- Mariembourg
- Namen
- Philippeville
- Sautour
- Walcourt

## Oost-Vlaanderen
- Aalst
- Deinze
- Dendermonde
- Gent
- Geraardsbergen
- Middelburg
- Ninove
- Oudenaarde
- Ronse

## Vlaams-Brabant
- Aarschot
- Diest
- Halle
- Landen
- Leuven
- Scherpenheuvel
- Tienen
- Vilvoorde
- Zichem
- Zoutleeuw

## Waals-Brabant
- Geldenaken
- Nijvel
- Oud-Genepiën
- Waver

## West-Vlaanderen
- Brugge
- Damme
- Diksmuide
- Ieper
- Kortrijk
- Lo
- Menen
- Nieuwpoort
- Oostende
- Oudenburg
- Roeselare
- Tielt
- Veurne
- Wervik
- Zevekote